# 元继
元继（464年—528年11月11日，《魏书》本纪作卒于25日），字仁世，魏道武帝拓跋珪后裔，南平安王拓跋霄的次子，北魏宗室、官员。

## 家世
元继的堂伯祖江阳王拓跋根死后无子，皇兴二年（468年），北魏献文帝以元继为其嗣子，十八岁袭封江阳王，加平北将军。

## 仕途

### 孝文帝年间
北魏孝文帝汉化改革，改拓跋姓为元姓。
元继在孝文帝年间已历任内外显职，除使持节、安北将军、抚冥镇都大将，转都督柔玄、抚冥、怀荒三镇诸军事、镇北将军、柔玄镇大将。入为左卫将军，兼侍中，又兼中领军，留守洛阳。不久除持节、平北将军，镇摄旧都平城。太和二十二年（498年）八月，高车酋帅袁纥族人树者拥部民反叛，诏元继都督北讨诸军事，自怀、朔以东皆归他节度。十一月，元继上表认为如果全部追杀凶暴的高车乱党，会导致继续作乱，请求遣使斩杀罪首一人，其余慰喻，将悔悟者送去从军，诏从之，叛者往往归顺。元继又派人慰谕树者，本已叛逃入柔然的树者也后悔了，率部出降。孝文帝以为善，看着侍臣说：“江阳实在足以大任。”孝文帝本欲亲征，亲自北巡到邺，高车已全部投降，恒、朔安定，于十二月班师。元继因高车之叛，频频上表请罪，孝文帝优诏开解之。

### 宣武帝年间
宣武帝景明五年（504年）前，元继丧妻，嫡长子元乂哀毁过礼，在元继劝说下才进食。
宣武帝年间，除授征虏将军、青州刺史。他趁青州百姓饥饿，夺取民女作为家僮的妻妾，又以良人为婢女。转平北将军、恒州刺史，入为度支尚书。永平元年（508年）七月，与国舅尚书令高肇、皇弟尚书仆射清河王元怿、尚书邢峦、李平等奏请规范枷、杖定制。因在青州的不法行为遭御史弹劾，他于永平三年（510年）十二月获罪除名免官爵。大将军高肇伐蜀，宣武帝以元继为平东将军，镇遏徐、扬二州。延昌四年（515年）正月宣武帝驾崩，遂班师。

### 孝明帝年间
孝明帝继位，九月，灵太后临朝，元乂因是太后妹夫而得志，在太后临朝前已于八月复元继原本官爵，加侍中、领军将军，又除特进、骠骑将军。元继虽频繁上表辞让获准，但朝廷后又下诏恢复先前所授官爵。特进崔光迁车骑大将军、仪同三司，让于元继，不果，还被议者认为是矫饰。当年冬，元继与太傅元怿、皇堂叔曾祖司空尚书令任城王元澄、散骑常侍尚书仆射元晖奏请重定律历。皇叔祖太师高阳王元雍、元怿、皇叔太保广平王元怀及门下八座上奏追论元继太和年间慰喻高车、安辑四镇之功，增邑一千五百户。元继又上表辞让，诏减户五百。灵太后数次与孝明帝驾幸元继府邸，置酒高会，班赐有加。黄门郎李肃随他们前来，曾在熙平（516年—518年）初年侍饮时酒醉言辞不逊，侮辱元怿，被有司弹劾而被贬。左卫将军侯刚得宠，元继将女儿嫁给他的儿子侯详。二年（517年）七月，元继奏请让包括自己在内的道武帝拓跋珪曾孙参与对道武帝的祭祀，灵太后令付八座集礼官议定，最终准许其助祭。神龟元年（518年）正月，元继加侍中、骠骑大将军、仪同三司，特进、领军如故。辟元液为外兵参军。四月，徙封京兆王。当时元继常年患病，在家卧床养病，太后母子在外游幸，就令将元继扶入宫中居守。神龟二年（519年）五月迁司空公。宽和容裕，号为长者。
当月，河间王元琛对章武王元融炫富，元融一向以家富自负，归家惋叹，卧病三日。元继闻讯去看望，说：“卿的货财算起来不减于他，为何如此愧羡？”元融说：“我起初以为比我富的只有高阳王，没想到还有河间王！”元继说：“卿就像袁术在淮南，不知世间复有刘备！”元融于是笑着起身。
正光元年（520年）十月，元继奉孝明帝命到北中宴劳柔然君主阿那瓌，引至门阙下。
当年十二月，因元乂得志，元继转司徒公，仍加侍中。元继身为藩王，恩遇已隆。他因自认为父子权位太盛，频繁上表逊位请求将司徒让给车骑大将军、仪同三司崔光。诏遣皇堂叔祖侍中安丰王元延明、给事黄门侍郎卢同相劝，元继又上表固辞，未果。司空长史张烈是青州人，因元继曾任青州刺史而攀附元乂。殿中御史冯元兴为其记室参军，因而为元乂所知，被引为尚书殿中郎领中书舍人。另有属官司徒咨议参军事、太常卿王衍。二年（521年），高选官僚，辟洛阳令阳固为从事中郎，加镇远将军。四月，进位太保，仍任侍中，加前后部鼓吹。频繁上表辞让，不许。当月，诏以元继有节操，朝庆之时，因元继位高年老，可依齐郡王元简故事，上朝完毕就坐下，免拜伏之礼。同月，崔光被任为司徒，但坚持不受。三年（522年）十二月，元继转太傅，仍为侍中，又频繁辞让，不获准，朝廷又派使者相劝，才接受。时元乂主政，掌杀生之权，门生故吏遍布各部，元继拜受之日，满朝相送，当世以为荣耀，有识者则感到害怕。诏赐酒食供宾客。又诏令元继乘步挽（辇车）至殿廷，由两人扶侍，礼遇与当时为丞相的元雍相当。
元继晚年更贪婪，聚敛无度，新任命的牧守、令长赴任时都向他行贿以求托付，他的妻儿也收受贿赂各有嘱托，连郡县小吏都不是公平选举上的。因元乂的威势，执法官员不敢纠正元继，天下以为患，百姓穷困思乱。
五年（524年）十二月，除授使持节、侍中、太师、大将军、录尚书事、大都督、节度西道诸军事，率诸将讨莫折念生叛军。请京兆内史李仲遵为谘议参军。他率军出征时，皇帝与满朝都相送，赏赐以万计。闻济州左将军府仓曹参军房士达之名，徵补为骑兵参军，领帐内统军。请前东豫州刺史韦彧为长史，拜通直散骑常侍。引左中郎将崔楷为司马。以通直散骑常侍曹世表为从事中郎，摄中水兵事。辟渤海郡功曹主簿东安侯刁冲为记室参军。引奉朝请裴伯茂为铠曹参军。以员外散骑侍郎封延之为田曹参军。元继的侄子南平王元暐出任使持节、署理平西将军，以本官为散骑常侍、西□别将随征。孝昌元年（525年）正月，莫折念生弟莫折天生兵败，元继加太尉公。三月，在太尉、西道都督任上受诏班师。
四月，元乂及五弟元爪被赐死，元乂作书给元继，叹道：“恨不得辞老父，诀稚子。”元继哀世子之死，上表辞让爵土，请求依旧封江阳王，朝廷以为义，出于同情，六月，诏许之。元继实际上被废黜在家。

### 晚年
尔朱荣为直寝时数次以名马献给元乂，元乂待他以恩，尔朱荣很感激。后来尔朱荣为大都督，建义（528年四月—九月）元年，尔朱荣掌权，四月，复以元继为太师、司州牧。永安元年（528年九月至十二月）十月（《魏书》误作二年（529年）），薨，诏遣使持节、抚军将军、大鸿胪卿陆元庆奉柩，赠使持节、丞相、都督雍泾岐华四州诸军事、大将军、雍州刺史印绶，侍中、王如生前，最终赠假黄钺都督雍华泾邠秦岐河梁益九州诸军事、大将军、录尚书、大丞相、雍州刺史、江阳王，谥武烈。
元乂嫡子元亮袭江阳王。西魏以元罗袭江阳王，后元罗又将江阳王位让给元乂孙元善。

## 墓志
《大魏丞相江阳王墓志铭》1927年出土于河南洛阳东大杨树村，曾由于右任收藏直至1938年捐给西安碑林。

## 评价
- 《魏书》史臣曰：霄荷遇高祖，继受任太和，苟无其才，名位岂徒及也。[4]
- 《北史》论曰：霄、继荷遇太和之日，名位岂妄及哉！[5]

## 家庭

### 妻妾
- 石婉，元继次妃，北魏使持节、都督荆豫二州诸军事、平南将军、荆豫青三州刺史、汝阳公石馛季女，去世不迟于508年12月8日[54]

### 子女
- 元乂，北魏骠骑大将军、仪同三司、尚书令、侍中、领左右、追封江阳景昭王
- 元罗，西魏开府仪同三司、侍中、少师、韩国公
- 元爽，北魏散骑常侍、卫将军、金紫光禄大夫、领左右直长。因年少机警，尤其为元继所宠爱
- 元蛮，北齐开府仪同三司
- 元爪，又名元山宾，第五子，北魏给事中
- 元氏，元乂姐，嫁张庆[24][55]
- 元氏，嫁侯详
- 元阿妙，嫁李神俊